# Lijst van gotische gebouwen in Utrecht
Dit is een (onvolledige) lijst van de gebouwen die in de gotische stijl zijn gebouwd in de Nederlandse provincie Utrecht. 
Vaak zijn de gebouwen niet volledig in gotische stijl gebouwd, in dat geval worden enkel de gegevens van het gotische gedeelte gegeven.
| Naam                     | Functie                 | Start bouw (jaar)              | Voltooid (jaar)   | Stijl                                 | Huidige staat                           | Oorspronkelijke hoogte (m) | Huidige hoogte (m) | Lengte (m) | Breedte (m)                | Stad        | Straat                  | Afbeelding |
| ------------------------ | ----------------------- | ------------------------------ | ----------------- | ------------------------------------- | --------------------------------------- | -------------------------- | ------------------ | ---------- | -------------------------- | ----------- | ----------------------- | ---------- |
| Dorpskerk                | Kerk                    | 15e eeuw                       | 16e eeuw          | Gotiek                                | Gerestaureerd                           | ?                          | ?                  | ?          | ?                          | Abcoude     | Kerkplein 45            |            |
| Kamperbinnenpoort        | Stadspoort              | 13e / 14e eeuw                 | 13e / 14e eeuw    | Gotiek                                | Gereconstrueerd                         | ?                          | ?                  | ?          | ?                          | Amersfoort  | Kamperbinnenpoort       |            |
| Kapellehuis              | Kapellehuis             | ± 1500                         | ± 1500            | Gotiek                                | Gerestaureerd                           | ?                          | ?                  | ?          | ?                          | Amersfoort  | Krankeledenstraat 11    |            |
| Koppelpoort              | Stadspoort              | 1380                           | 1425              | Gotiek                                | Gerestaureerd                           | ?                          | ?                  | ?          | ?                          | Amersfoort  | Kleine Spui 32          |            |
| Onze-Lieve-Vrouwetoren   | Kerktoren               | vermoedelijk 1444              | vermoedelijk 1470 | Gotiek                                | Gerestaureerd                           | ?                          | 98,33              | ?          | ?                          | Amersfoort  | Krankeledenstraat 30    |            |
| St. Joriskerk            | Kerk                    | ?                              | 1534              | Gotiek                                | Gerestaureerd                           | ?                          | ?                  | ?          | ?                          | Amersfoort  | Hof 1                   |            |
| Sint Michaëlskerk        | Kerk                    | ± 1300                         | ± 1500            | Gotiek                                | Gerestaureerd                           | ?                          | ?                  | ?          | ?                          | Oudewater   | Noorder-Kerkstraat 2    |            |
| Waag                     | Goederenwaag Heksenwaag | ?                              | 1482              | Gotiek                                | Gerestaureerd                           | ?                          | ?                  | ?          | ?                          | Oudewater   | Leeuweringerstraat 2    |            |
| Bakkerspoort             | Poortgebouw             | 1475                           | 1475              | Gotiek                                | Gerestaureerd                           | ?                          | ?                  | ?          | ?                          | Utrecht     | Mariaplaats/Mariastraat |            |
| Buurkerk                 | Kerk                    | Toren: 1370 Kerk: 1434         | Kerk: 1553        | Gotiek                                | Verbouwd                                | 56 (hoger gepland)         | 56                 | ?          | (na orkaan lager herbouwd) | Utrecht     | Steenweg 6              |            |
| Dom van Utrecht          | Kerk                    | 1254                           | 1517              | Vroeggotiek / Stichtse gotiek (toren) | Gerestaureerd (Schip verwoest)          | 109                        | 112                | 119        | 92 (inclusief pandhof)     | Utrecht     | Achter de Dom 1         |            |
| Drakenburg               | Stadskasteel            | 12e eeuw                       |                   | Gotiek                                | Gerestaureerd                           | ?                          | ?                  | ?          | ?                          | Utrecht     | Oudegracht 114          |            |
| Geertekerk               | Kerk                    | 1400                           | 1400              | Gotiek                                | Gerestaureerd                           | ?                          | ?                  | ?          | ?                          | Utrecht     | Geertekerkhof 23        |            |
| Huis Zoudenbalch         | Woning                  | ?                              | 1467              | Gotiek                                | Gerestaureerd                           | ?                          | ?                  | ?          | ?                          | Utrecht     | Mariastraat 28          |            |
| Jacobikerk               | Kerk                    | 13e eeuw                       | 14e eeuw 15e eeuw | Vroeggotiek                           | Uitgebreid/gerestaureerd                | ?                          | ?                  | ?          | ?                          | Utrecht     | Jacobskerkhof 22        |            |
| Nicolaïkerk              | Kerk                    | Torens: Romaans Kerk: 15e eeuw | 15e eeuw          | Gotiek                                | Verbouwd                                | ?                          | ?                  | ?          | ?                          | Utrecht     | Nicolaaskerkhof 8       |            |
| Sint-Catharinakathedraal | Kerk                    | ?                              | 1560              | Brabantse gotiek                      | Gerestaureerd Uitgebreid begin 19e eeuw | ?                          | ?                  | ?          | ?                          | Utrecht     | Lange Nieuwstraat 36    |            |
| Stedehuys                | Stadhuis                | 1501                           | 1538              | Gotiek                                | Gerestaureerd                           | ?                          | ?                  | ?          | ?                          | Woerden     | Kerkeplein 6            |            |
| Hervormde kerk           | Kerk                    | 1320                           | voor 1398         | Gotiek                                | Gerestaureerd                           | ?                          | ?                  | ?          | ?                          | IJsselstein | Kronenburgplantsoen 2   |            |
| Kasteel IJsselstein      | Kasteel                 | 1427                           | ?                 | Gotiek                                | Deels gesloopt in 1887                  | ?                          | ?                  | ?          | ?                          | IJsselstein | Kronenburgplantsoen 9   |            |